# 迪尔多夫
迪尔多夫（德語：Dierdorf，發音：[ˈdiːɐ̯ˌdɔʁf] ⓘ）是德国莱茵兰-普法尔茨州新维德县的城市，面积31.98平方千米，2023年12月31日人口为6,026人。